# Hans Wolfgang Sachse
Hans Wolfgang Sachse   (Dresden, 17 de març de 1899 - Plauen, 20 de desembre de 1982) va ser un compositor alemany.
De 1909 a 1911 va estudiar a la Thomasschule de Leipzig. Del 1919 al 1921 va estudiar composició (amb Paul Graener), contrapunt (amb Stephan Krehl) i escola d'òpera (amb Otto Lohse) al Conservatori de Leipzig. Paral·lelament, va estudiar musicologia (amb Hugo Riemann, Herbert Albert, Arnold Schering), filosofia i alemany a la Universitat de Leipzig. Després dels estudis esdevingué director de banda de teatre a Plauen. Des de 1927 treballà com a compositor, director d'orquestra i pedagog musical autònom. Després de 1945 va ser arrestat per l'NKVD soviètic i va passar uns anys al camp especial número 1 de Mühlberg. El 1960 va rebre el Premi d'Art del districte de Karl-Marx-Stadt (avui Chemnitz) i el 1981 l'Ordre del Mèrit de la Pàtria.

## Obres (selecció)
- Variacions orquestrals sobre un tema de baix de Debussy, op 17, 1931 ... tema amb set variacions
- Quartet de corda núm. 4, op. 42, 1952
- Sonata per a trompa anglesa i piano, op 61, 1959 ...
  - I. Moving,
  - II. Alegre
- Variacions simfòniques per a orquestra, op. 67, 1960
- Sinfonia serena per a orquestra, op 70, 1961 ...
  - I. Allegro,
  - II, ma molto tranquillo.
  - Allegro
- Sonata per a trompa i piano, op 71, 1962 ...
  - I. Allegro energico,
  - II. Andante sostenuto
  - III. Allegro molto - Allegretto scherzando
- Salutacions a la República, op 77, 1964 ... Música festiva per a orquestra de corda pionera, viola. 1 i 2, viola, violoncel i baix
- Suite per a orquestra de cambra, op 86, 1967... Variacions sobre quatre melodies antigues:
  - I. Així expulsem l'hivern (segle XVI),
  - II Cançó de ball al maig (Th. Morlay,. cap al 1600),
  - III. La mort trista amb la seva fletxa (vers 1525),
  - IV Sobre la música noble (V. Rathgeber, 1733)
- Cantata Knowledge is Power, estrenada l'any 1972
- Tres xilografies sobre la guerra dels camperols alemanys per a orquestra, op 106, 1975...
  - I. Jo, el meu pobre germà petit, em queixo molt,
  - II Hi ha un segador,
  - III. Som el grup negre dels Geyers

## Font
- Les cartes de Hans Wolfgang Sachse es troben als fons de l'editor musical de Leipzig C.F.Peters als Arxius Estatals de Leipzig.